# Papuchelifer pustulatus
Papuchelifer pustulatus är en spindeldjursart som beskrevs av Beier 1965. Papuchelifer pustulatus ingår i släktet Papuchelifer och familjen tvåögonklokrypare. Inga underarter finns listade i Catalogue of Life.